# Bahram Ghassemi
Bahram Ghassemi (en persan : بهرام قاسمي), né le 21 mai 1956 à Boroudjerd (Iran), est un diplomate et homme politique iranien. Ancien porte-parole du ministère des Affaires étrangères, il est notamment ambassadeur d'Iran en France de 2019 à 2022.

## Biographie
Diplomate de carrière et rattaché au ministère des Affaires étrangères de la République islamique d'Iran depuis 1981, il est successivement ambassadeur en Irlande (1987-1990), en Arménie (1990-1993), en Espagne (1993-1998) et en Italie (2001-2006).
En 2010 et 2019, il est directement rattaché au ministère des Affaires étrangères, occupant des fonctions au sein du Centre de recherches stratégiques puis en tant que porte-parole.
Le 19 avril 2019, il est nommé ambassadeur d'Iran en France. Il quitte cette fonction en mars 2022 et n'est remplacé que par un « chargé d'affaires a.i. de l’Ambassade », Seyed Hossein Samimifar.